# Пригородное (Жетысуская область)
Пригородное (каз. Пригородное) — село в Жетысуской области Казахстана. Находится в подчинении городской администрации Талдыкорган. Входит в состав Отенайского сельского округа. Расположено примерно в 3 км к югу от центра Талдыкоргана. Код КАТО — 191045800.

## Население
В 1999 году население села составляло 243 человека (124 мужчины и 119 женщин). По данным переписи 2009 года, в селе проживали 272 человека (132 мужчины и 140 женщин).